# Metodismo (filosofía)
En el estudio del conocimiento, el metodismo se refiere al enfoque epistemológico donde uno pregunta "¿Cómo lo sabemos?" antes de "¿Qué sabemos?" 
El término aparece en "El problema del criterio" de Roderick Chisholm y en el trabajo de su alumno, Ernest Sosa La balsa y la pirámide:Coherencia versus fundaciones en la teoría del conocimiento. El metodismo contrasta con el particularismo, que responde a la última pregunta antes que la primera.
Puesto que la pregunta "¿Cómo lo sabemos?" no presupone que lo sabemos, el concepto está relacionado con el escepticismo. De esta manera, Sosa afirma que David Hume, no menos que Descartes, fue un metodista epistemológico.